# Diocesi di Registro

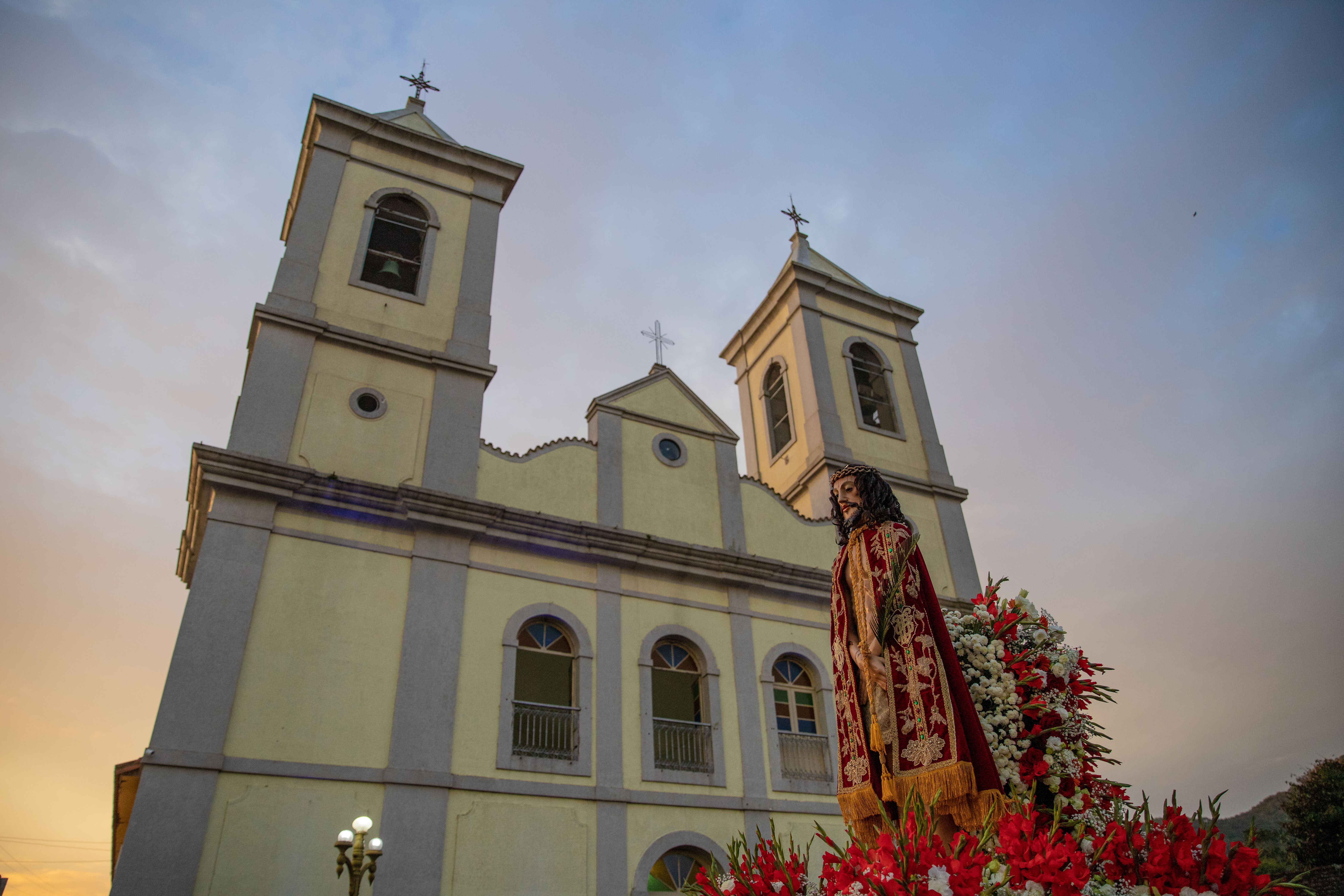
La basilica minore di Nostra Signora delle Nevi di Iguape.

La diocesi di Registro (in latino Dioecesis Registrensis) è una sede della Chiesa cattolica in Brasile suffraganea dell'arcidiocesi di Sorocaba. Nel 2022 contava 194.850 battezzati su 326.800 abitanti. È retta dal vescovo Manoel Ferreira dos Santos Júnior, M.S.C.

## Territorio
La diocesi comprende 15 comuni dello stato brasiliano di San Paolo: Iguape, Registro, Jacupiranga, Eldorado, Itariri, Ilha Comprida, Pedro de Toledo, Juquiá, Cajati, Cananéia, Pariquera-Açu, Iporanga, Sete Barras, Miracatu e Barra do Turvo.
Sede vescovile è la città di Registro, dove si trova la cattedrale di San Francesco Saverio. A Iguape sorge la basilica minore di Nostra Signora delle Nevi (Nossa Senhora das Neves).
Il territorio si estende su una superficie 13.293 km² ed è suddiviso in 19 parrocchie.

## Storia
La diocesi è stata eretta il 19 gennaio 1974 con la bolla Quotiescumque novam di papa Paolo VI, ricavandone il territorio dalle diocesi di Itapeva e di Santos.
Originariamente suffraganea dell'arcidiocesi di San Paolo, il 29 aprile 1992 è entrata a far parte della provincia ecclesiastica dell'arcidiocesi di Sorocaba.

## Cronotassi dei vescovi
Si omettono i periodi di sede vacante non superiori ai 2 anni o non storicamente accertati.
- Apparecido José Dias, S.V.D. † (13 dicembre 1974 - 26 giugno 1996 nominato vescovo di Roraima)
- José Luíz Bertanha, S.V.D. (26 maggio 1998 - 16 maggio 2018 ritirato)
- Manoel Ferreira dos Santos Júnior, M.S.C., dal 16 maggio 2018

## Statistiche
La diocesi nel 2022 su una popolazione di 326.800 persone contava 194.850 battezzati, corrispondenti al 59,6% del totale.
| anno | popolazione | popolazione | popolazione | presbiteri | presbiteri | presbiteri | presbiteri                | diaconi | religiosi | religiosi | parrocchie |
| anno | battezzati  | totale      | %           | numero     | secolari   | regolari   | battezzati per presbitero | diaconi | uomini    | donne     | parrocchie |
| ---- | ----------- | ----------- | ----------- | ---------- | ---------- | ---------- | ------------------------- | ------- | --------- | --------- | ---------- |
| 1976 | 96.000      | 160.000     | 60,0        | 13         | 4          | 9          | 7.384                     |         | 9         | 18        | 13         |
| 1980 | 120.000     | 184.000     | 65,2        | 14         | 4          | 10         | 8.571                     |         | 10        | 14        | 16         |
| 1990 | 229.000     | 274.000     | 83,6        | 16         | 5          | 11         | 14.312                    |         | 21        | 16        | 14         |
| 1999 | 138.592     | 263.766     | 52,5        | 17         | 6          | 11         | 8.152                     |         | 12        | 14        | 14         |
| 2000 | 138.542     | 263.766     | 52,5        | 24         | 8          | 16         | 5.772                     |         | 18        | 14        | 14         |
| 2001 | 130.000     | 270.000     | 48,1        | 21         | 8          | 13         | 6.190                     |         | 15        | 14        | 14         |
| 2002 | 138.000     | 285.000     | 48,4        | 7          | 5          | 2          | 19.714                    |         | 4         | 5         | 14         |
| 2003 | 130.000     | 275.000     | 47,3        | 17         | 7          | 10         | 7.647                     |         | 11        | 17        | 14         |
| 2004 | 137.091     | 290.000     | 47,3        | 21         | 7          | 14         | 6.528                     |         | 16        | 14        | 15         |
| 2010 | 197.900     | 318.000     | 62,2        | 30         | 14         | 16         | 6.596                     |         | 17        | 12        | 17         |
| 2014 | 204.700     | 329.700     | 62,1        | 31         | 17         | 14         | 6.603                     |         | 16        | 10        | 18         |
| 2017 | 208.600     | 338.000     | 61,7        | 31         | 17         | 14         | 6.729                     |         | 16        | 10        | 18         |
| 2020 | 192.000     | 322.000     | 59,6        | 37         | 23         | 14         | 5.189                     |         | 14        | 13        | 23         |
| 2022 | 194.850     | 326.800     | 59,6        | 39         | 22         | 17         | 4.996                     | 6       | 17        | 11        | 19         |